# Juni 1986
Portal Geschichte | Portal Biografien | Aktuelle Ereignisse | Jahreskalender | Tagesartikel

◄ |
19. Jahrhundert |
20. Jahrhundert
| 21. Jahrhundert

◄ |
1950er |
1960er |
1970er |
1980er
| 1990er | 2000er | 2010er | ►

◄ |
1982 |
1983 |
1984 |
1985 |
1986
| 1987 | 1988 | 1989 | 1990 | ►

◄ |
März 1986 |
April 1986 |
Mai 1986 |
Juni 1986 |
Juli 1986 |
August 1986 |
September 1986 |
►
Dieser Artikel behandelt aktuelle Nachrichten und Ereignisse im Juni 1986.

## Tagesgeschehen

### Sonntag, 1. Juni 1986
- New York/Vereinigte Staaten: Bei der 40. Verleihung des Tony Awards empfangen Lily Tomlin und Judd Hirsch jeweils die Auszeichnung für die beste Leistung in einer Hauptrolle in einem Theaterstück.[1]

### Montag, 2. Juni 1986
- Meran/Italien: Der Italiener Roberto Visentini gewinnt die 69. Ausgabe des Rad-Etappenrennens Giro d’Italia. Es ist sein erster Gesamtsieg bei dieser Veranstaltung und der 52. eines Italieners.[2]

### Freitag, 6. Juni 1986
- Atlantik: Die Atlantische Hurrikansaison 1986 beginnt, als sich das Tiefdruckgebiet Andrew westlich der Bahamas zum Tropischen Sturm verstärkt.[3]
- Bonn/Deutschland: Die Nuklearkatastrophe von Tschernobyl ist der Anstoß zur Gründung des Bundesministeriums für Umwelt, Naturschutz und Reaktorsicherheit. Es übernimmt die Zuständigkeiten für die Umwelt der Ministerien für Gesundheit, des Innern und der Landwirtschaft. Die Benennung des Umweltministers steht noch aus.[4]

### Samstag, 7. Juni 1986
- Berlin/Deutschland: Bei der Verleihung des Deutschen Filmpreises wird der Film Rosa Luxemburg von Regisseurin Margarethe von Trotta als bester Spielfilm ausgezeichnet.[5][6]

### Sonntag, 8. Juni 1986

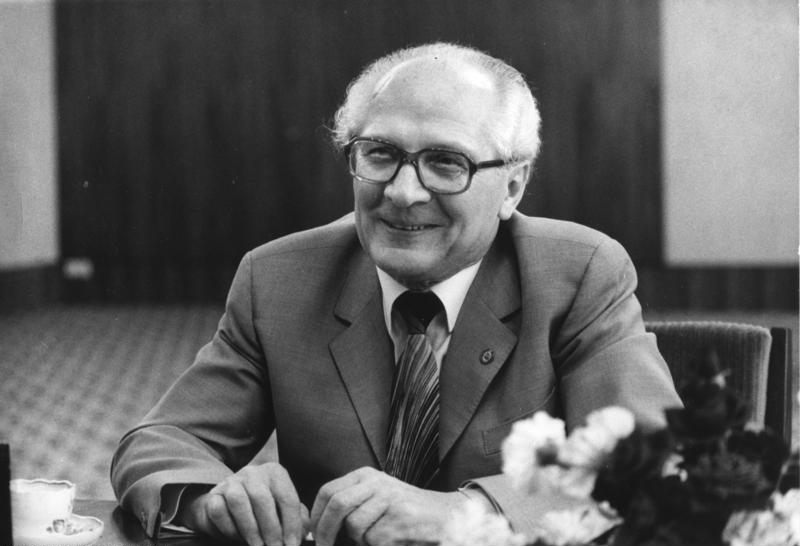
Erich Honecker (SED)

- Berlin/Deutschland: Die Wahlkommission der Wahl zur Volkskammer, dem Parlament der DDR, wertet 99,94 % der abgegebenen Stimmen als Zustimmung für die Liste der Kandidaten der Nationalen Front. Formal ist es die Bestätigung des in der Verfassung der DDR verankerten Führungsanspruchs der SED durch das Volk.[7]
- Wien/Österreich: Im zweiten Wahlgang der Bundespräsidentenwahl setzt sich der von der ÖVP nominierte parteilose Kandidat Kurt Waldheim mit knapp 54 % der Stimmen gegen SPÖ-Politiker Kurt Steyrer durch. Im Wahlkampf wurde bekannt, dass die SA und der Nationalsozialistische Deutsche Studentenbund Waldheim als Mitglied führten und dass Wehrmachtseinheiten, denen er angehörte, schwere Kriegsverbrechen begingen. Waldheim bestreitet eine Beteiligung an Verbrechen gegen die Menschlichkeit in der Zeit des Nationalsozialismus sowie damalige Kenntnis davon.[8][9]

### Montag, 9. Juni 1986
- Wien/Österreich: Bundeskanzler Fred Sinowatz (SPÖ) tritt von seinem Amt zurück und macht damit seine Ankündigung wahr, unter einem Bundespräsidenten Kurt Waldheim keine Regierung führen zu wollen. Waldheims Angelobung ist für Anfang Juli vorgesehen.[10]

### Sonntag, 15. Juni 1986

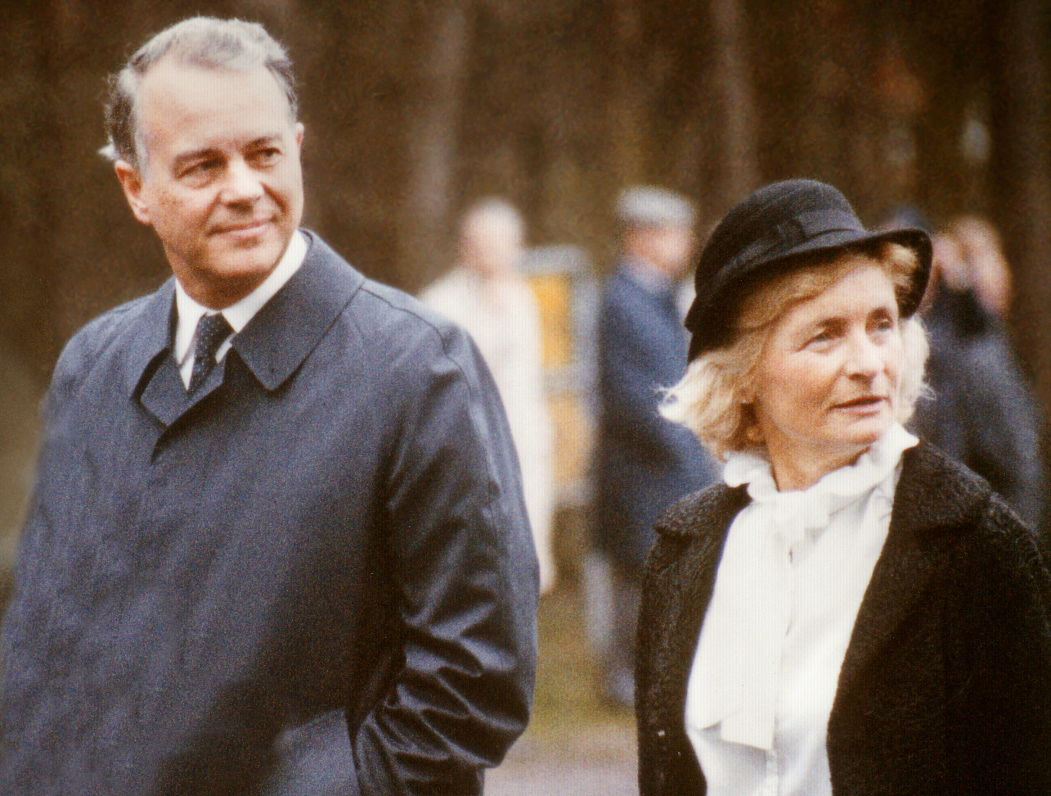
Ernst Albrecht, mit Frau Adele, bleibt im Amt

- Hannover/Deutschland: Bei der Landtagswahl in Niedersachsen fällt die alleinregierende CDU von Ministerpräsident Ernst Albrecht auf 44,3 % Stimmenanteil. Die SPD verbessert sich mit Spitzenkandidat Gerhard Schröder um 5,6 % auf 42,1 %. Eine schwarz-gelbe Koalition würde mit 50,3 % die absolute Mehrheit stellen, die von Schröder im Wahlkampf propagierte rot-grüne Koalition käme mit 49,2 % nicht zur Regierungsmehrheit.[11]

### Montag, 16. Juni 1986
- Wien/Österreich: Bundespräsident Rudolf Kirchschläger gelobt die neue Bundesregierung unter Bundeskanzler Franz Vranitzky (SPÖ) an, nachdem dessen Parteikollege Fred Sinowatz aus Protest gegen den designierten Bundeskanzler Kurt Waldheim am 9. Juni zurücktrat. In der Regierung sind erneut Politiker der SPÖ und der FPÖ vertreten.[12]

### Mittwoch, 18. Juni 1986

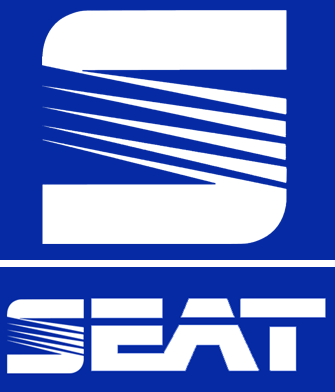
Logo von Seat

- Bonn/Deutschland: Der Bundestag setzt den Untersuchungsausschuss „Neue Heimat“ ein. Es soll geklärt werden, ob Führungskräfte des Hamburger Wohnungsunternehmens Neue Heimat (NH) des Deutschen Gewerkschaftsbunds durch Privatgeschäfte mit Immobilien und Grundstücken u. a. gegen das Gemeinnützigkeitsrecht verstießen. Die NH steht der politischen Partei SPD nahe.[13]
- Wolfsburg/Deutschland: Der Kfz-Hersteller Volkswagen (VW) übernimmt 51 % der Anteile des spanischen Kfz-Herstellers Seat und integriert die Marke „Seat“ als dritte Marke neben VW und Audi in das Konzernportfolio.[14]

### Freitag, 20. Juni 1986
- Eibenstock/Deutschland: Im Westerzgebirge wird, u. a. zur besseren Trinkwasserversorgung des Bezirks Karl-Marx-Stadt, die Talsperre Eibenstock eingeweiht. Gestaut wird hier v. a. das Wasser der Zwickauer Mulde.[15]

### Sonntag, 22. Juni 1986

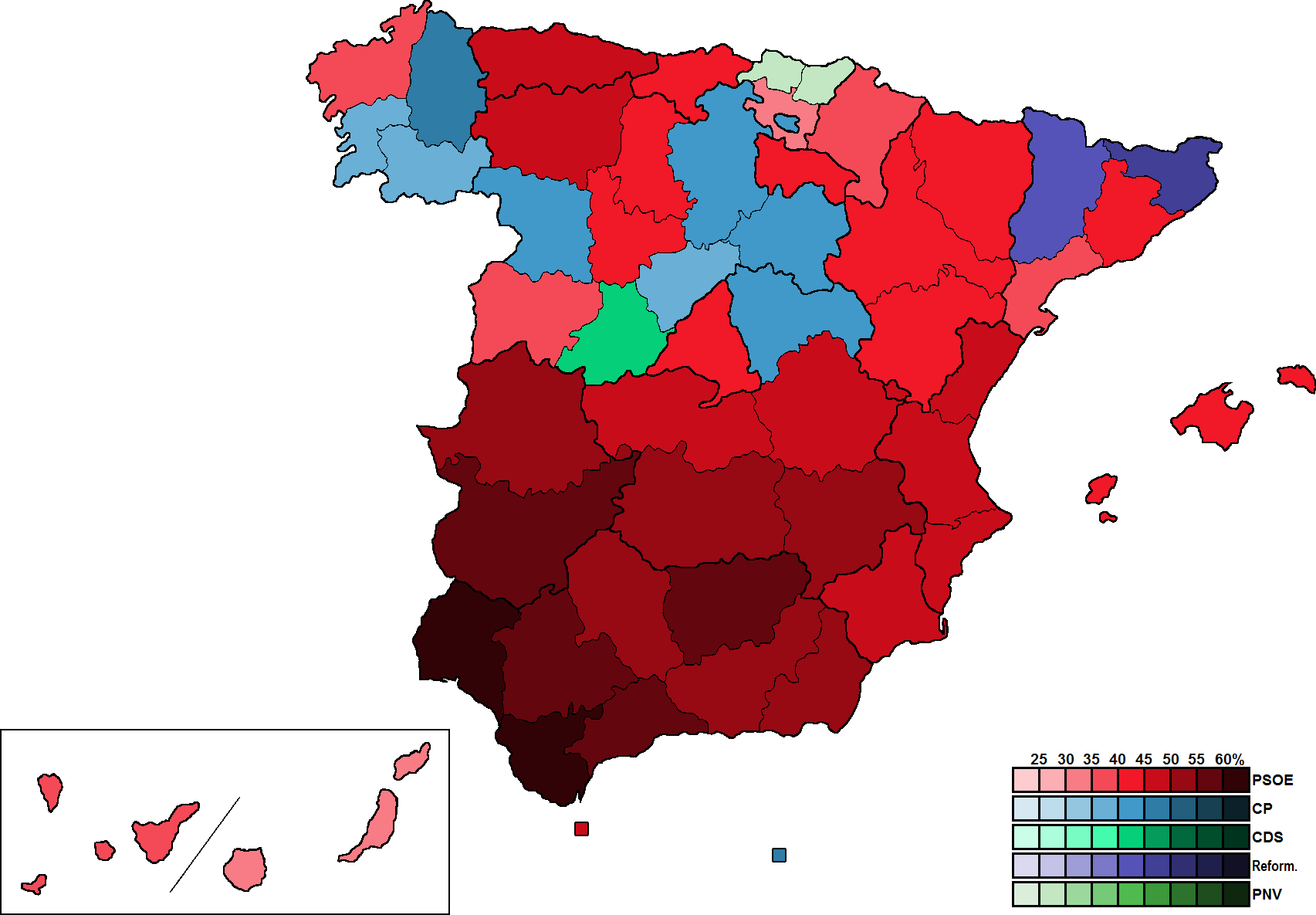
Die Überlegenheit der PSOE (rot) ist vorwiegend in Südspanien ausgeprägt

- Madrid/Spanien: Die Parlamentswahl bestätigt die Sozialistische Arbeiterpartei (PSOE) des amtierenden Ministerpräsidenten Felipe González als Mehrheitspartei im Unterhaus. Auf Platz 2 liegt wie bei der Wahl 1982 das von der Allianz des Volks angeführte Wahlbündnis konservativer Kräfte.[16]

### Freitag, 27. Juni 1986
- London/Vereinigtes Königreich: In einem offenen Brief an Pieter Willem Botha, Staatspräsident von Südafrika, wirbt der südafrikanische Schriftsteller André Brink in der Zeitung The Guardian für ein Umdenken in der Apartheidspolitik. Erst der „Terror gegen Schwarze“ habe den heute geltenden Ausnahmezustand möglich gemacht. An die Rassengesetze im Deutschen Reich ab 1935 erinnernd, formuliert Brink: „Nürnberg könnte tatsächlich wiederkehren. Sieg Heil!“[17]

### Sonntag, 29. Juni 1986

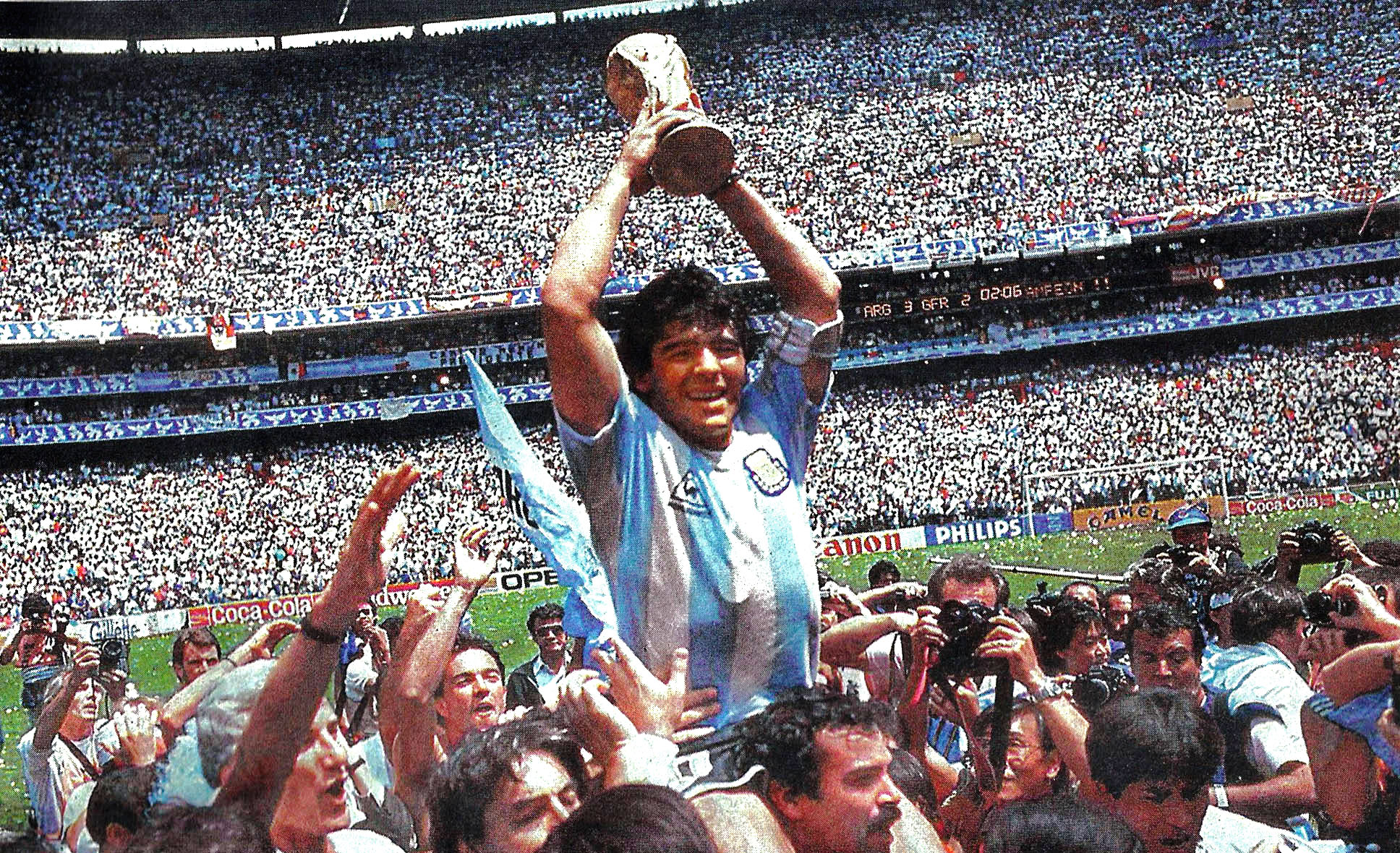
Der Argentinier Diego Maradona mit dem FIFA-WM-Pokal

- Klagenfurt/Österreich: Die deutsche Schriftstellerin Katja Lange-Müller gewinnt mit einem Text unter dem Titel Kaspar Mauser – Die Feigheit vorm Freund über die Deutsche Teilung den Ingeborg-Bachmann-Preis 1986.[18][19]
- Mainz/Deutschland: Der Rundfunkveranstalter ZDF strahlt erstmals das live übertragene Musikprogramm ZDF-Fernsehgarten aus.[20]
- Mexiko-Stadt/Mexiko: Das Endspiel der 13. Fußball-Weltmeisterschaft zwischen der argentinischen und der deutschen Nationalmannschaft endet 3:2.[21]

## Weblinks

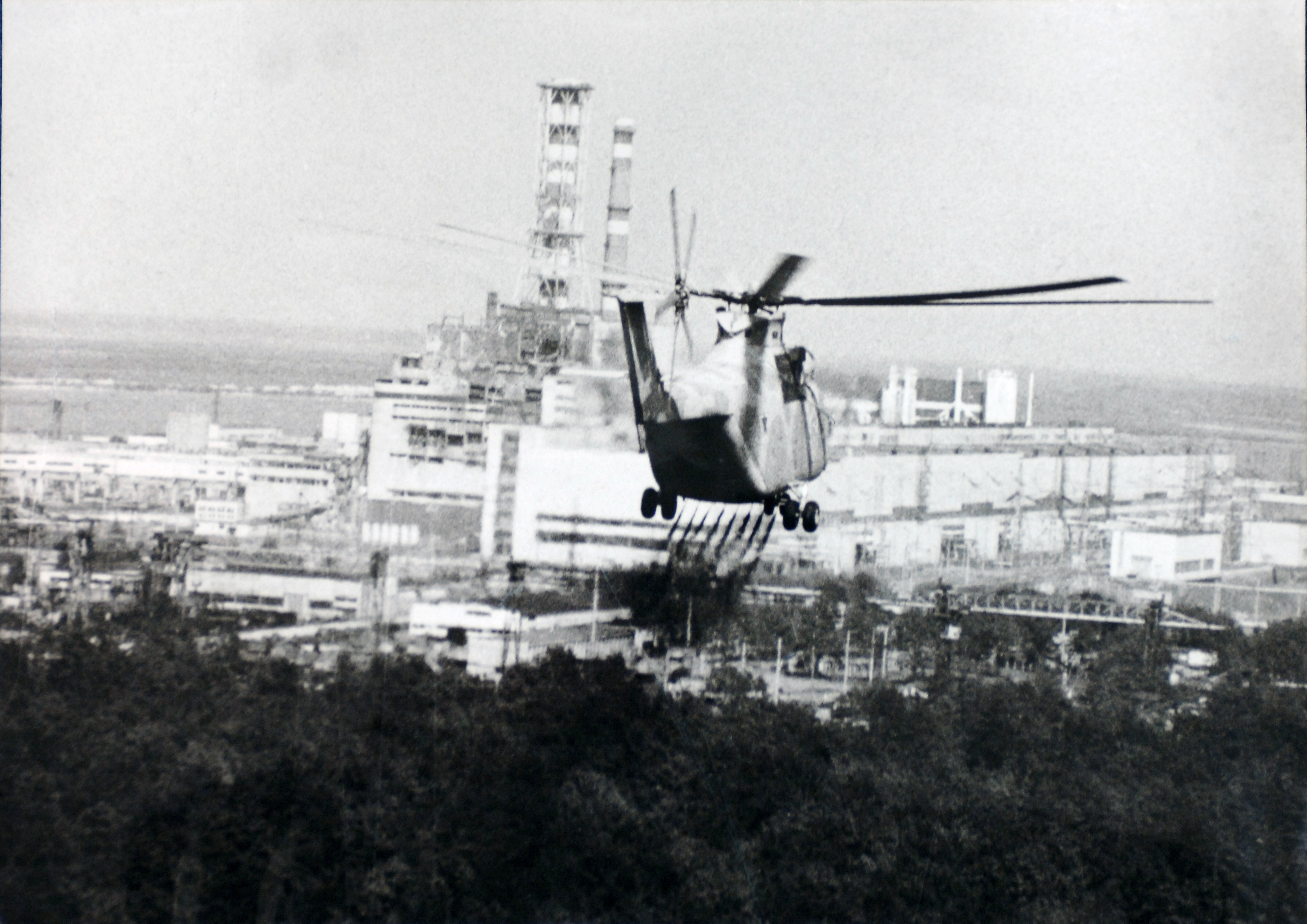
Sowjetunion im Juni 1986